# CJON-DT
Pour les articles homonymes, voir NTV.
CJON-DT est une station de télévision canadienne ténélienne indépendante située à Saint-Jean de Terre-Neuve, appartenant à Stirling Communications International et lancée le 6 septembre 1955. Elle s'identifie en ondes sous le nom de NTV (pour Newfoundland Television). Ses studios sont situés à sur la rue Logy Bay Road à St. John's, et son émetteur principal au sommet du South Side Hills. La station opère aussi des ré-émetteur en mode analogique dans la province.
Disponible depuis 1994 par satellite, elle s'identifie comme une superstation canadienne et est disponible chez la plupart des télédistributeurs. Elle diffuse la majorité de la programmation du réseau Global ainsi que les nouvelles nationales du réseau CTV. La station produit également ses bulletins de nouvelles. Considérant sa situation géographique dans le fuseau horaire de l'Atlantique avec 1 h 30 de différence avec l'heure de l'Est, l'émission normalement programmée pour 22 h sur le réseau Global à partir de Toronto est diffusée plus tôt sur NTV, soit à 19 h, heure de Montréal (à l'exception des événements en direct), permettant la substitution simultanée pour les émissions de 20 h et 21 h dans son marché local et la diffusion du bulletin de nouvelles de fin de soirée à 23 h 30, heure locale.
Depuis 2018, NTV diffuse également sur Internet.

## Télévision numérique et haute définition
| Chaîne | Format | Aspect          | Programmation                 |
| ------ | ------ | --------------- | ----------------------------- |
| 21.1   | 1080i  | 16:9            | Programmation principale CJON |
| 21.2   | -      | audio seulement | radio CHOZ-FM                 |

CJON-DT a interrompu son signal analogique à Saint-Jean entre le 11 juillet et le 3 août 2011 afin d'installer l'équipement de diffusion numérique, d'une puissance de 482,3 kW.
Les sept ré-émetteurs de la station en mode analogique ont fermé entre 2011 et 2013 : CJCN-TV Norris Arm, CJCV-TV Clarenville, CJLW-TV Deer Lake, CJMA-TV	Marystown, CJOM-TV Argentia, CJWB-TV Bonavista et CJWN-TV Corner Brook.